# Solenopsis maligna
Solenopsis maligna es una especie de hormiga del género Solenopsis, subfamilia Myrmicinae.

## Distribución
Esta especie se encuentra en el Congo.